# Gare de Grémonville
La gare de Grémonville est une gare ferroviaire française (fermée) de la ligne de Motteville à Saint-Valery-en-Caux, située le territoire de la commune de Grémonville, dans le département de la Seine-Maritime en région Normandie.
Une halte est mise en service en 1880 par la Compagnie des chemins de fer de l'Ouest, puis elle intègre en 1909 le réseau de l'Administration des chemins de fer de l'État avant celui de la Société nationale des chemins de fer français (SNCF) en 1938.
Elle est fermée en 1994.

## Situation ferroviaire
Établie à 157 mètres d'altitude, la gare de Grémonville est située au point kilométrique (PK) 175,276 de la ligne de Motteville à Saint-Valery-en-Caux, entre les gares de Motteville et de Doudeville (fermée).
Voir le schéma de la ligne de Motteville à Saint-Valery-en-Caux.

## Histoire
La halte Grémonville est mise en service lorsque la Compagnie des chemins de fer de l'Ouest ouvre à l'exploitation sa ligne de Motteville à Saint-Valery-en-Caux le 11 juin 1880. 
En 1907, le Conseil général du département émet un vœu pour l'ouverture de la halte au service des bagages. Le 5 août 1907, le ministère répond qu'il peut y avoir l'ouverture de ce service si les communes intéressées prennent à leur charge les frais d'aménagements qui sont estimés à 5 000 francs. Le 24 février 1911, le ministre indique au Conseil général que l'approbation des améliorations demandées pour la halte, une salle d'attente et l'ouverture d'un service pour les bagages, doit intervenir prochainement.
Elle est fermée au trafic voyageurs et à celui des marchandises le 24 septembre 1994.

## Service des voyageurs
La gare et la ligne sont fermées au trafic des voyageurs.

## Patrimoine ferroviaire
L'ancien bâtiment voyageurs est toujours présent.